# Region Foča

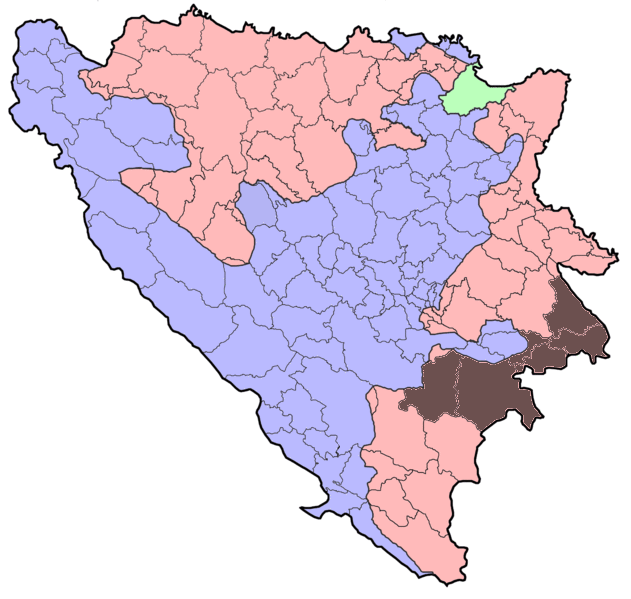
Lage der Region in Bosnien und Herzegowina

Die Region Foča (von 1992 bis 2004 Region Srbinje) war bis 2015 eine von sieben administrativen Regionen der Republika Srpska in Bosnien und Herzegowina. Sie befand sich im Osten des Landes an den Grenzen zu Serbien und Montenegro. Die Bevölkerung des Gebiets setzt sich seit dem Bosnienkrieg überwiegend aus bosnischen Serben zusammen.
Die nominelle Hauptstadt des Gebietes war Foča mit etwa 24.000 Einwohnern.
Der wichtigste Fluss der Region ist die Drina, welche die Grenze zu Serbien bildet.

## Gemeinden
Zur Region zählten folgende sieben Gemeinden:
1. Čajniče
2. Foča (zeitweilig Srbinje)
3. Kalinovik
4. Rudo
5. Ustiprača (auch Novo Goražde, zeitweilig Srpsko Goražde)
6. Višegrad